# Economia de Veneçuela

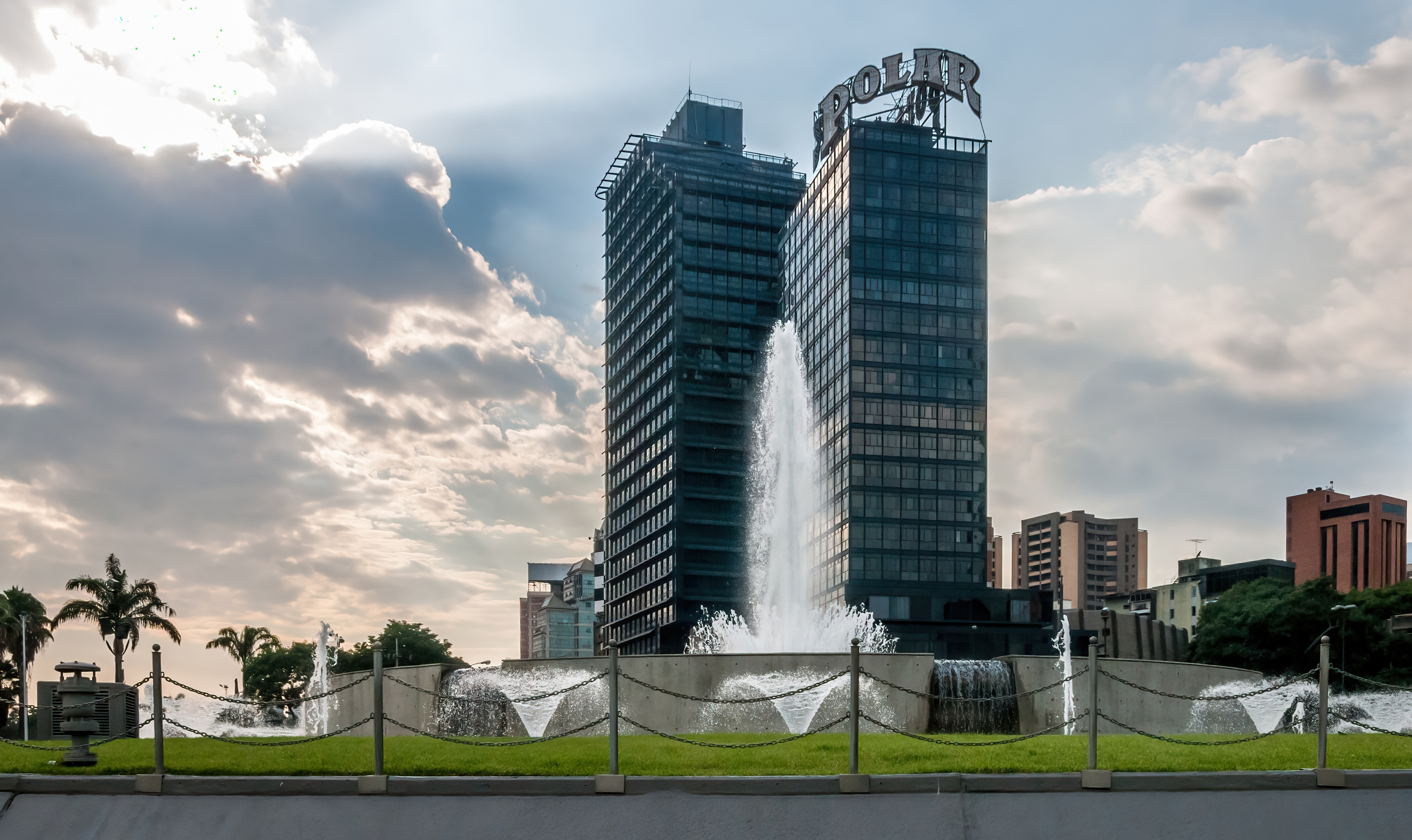
Edificis en la plaça Plaza Bolívar.

L'economia de Veneçuela és molt dependent de l'exportació del petroli: el 95% de les exportacions del país, més de 50% de la font dels ingressos públics, i de 30 del PIB són originats per la indústria petroliera. Altres activitats econòmiques importants són l'extracció de ferro i alumini i la producció d'acer.
Una vaga nacional entre desembre de 2002 i febrer de 2003 amb la intenció de desestabilitzar el govern d'Hugo Chávez va tenir conseqüències econòmiques importants: el PIB real va caure aproximadament un 27,7% i 500.000 llocs de treball es van perdre, però l'economia es va recuperar amb un ambiciós conjunt de programes socials anomenats missions bolivarianes.
Després de la seva reelecció el desembre de 2006, el president Hugo Chávez va nacionalitzar empreses d'explotació petroliera, de comunicacions i d'electricitat, el que va disminuir la influència estrangera en l'economia. Els controls de preus, l'anul·lació de l'accés a moneda estrangera a tipus de canvi raonables, van provocar una forta escassetat a Veneçuela i fortes pujades de preus de tots els béns comuns, inclosos els aliments, aigua, productes per a la llar, recanvis, eines i subministraments mèdics. El 2015, Veneçuela tenia una inflació superior al 100%, la més alta del món i la més alta de la història del país en aquell moment. Segons fonts independents, la taxa va augmentar fins al 80.000% a finals del 2018 en espiral cap a la hiperinflació, mentre que la taxa de pobresa era de gairebé el 90% de la població.